# Foothill Farms
Foothill Farms es un lugar designado por el censo ubicado en el condado de Sacramento en el estado estadounidense de California. En el año 2000 tenía una población de 17.426 habitantes y una densidad poblacional de 2,904.3 personas por km².

## Geografía
Foothill Farms se encuentra ubicado en las coordenadas 38°40′54″N 121°20′52″O / 38.68167, -121.34778. Según la Oficina del Censo, la ciudad tiene un área total de 6 km² (2,3 mi²), de la cual 6 km² (2,3 mi²) es tierra y 0 km² (0 mi²) (0.0%) es agua.

## Demografía
Según la Oficina del Censo en 2000 los ingresos medios por hogar en la localidad eran de $38,049, y los ingresos medios por familia eran $41,582. Los hombres tenían unos ingresos medios de $31,032 frente a los $26,414 para las mujeres. La renta per cápita para la localidad era de $16,358. Alrededor del 12.8% de la población estaban por debajo del umbral de pobreza.